# دوی آهسته

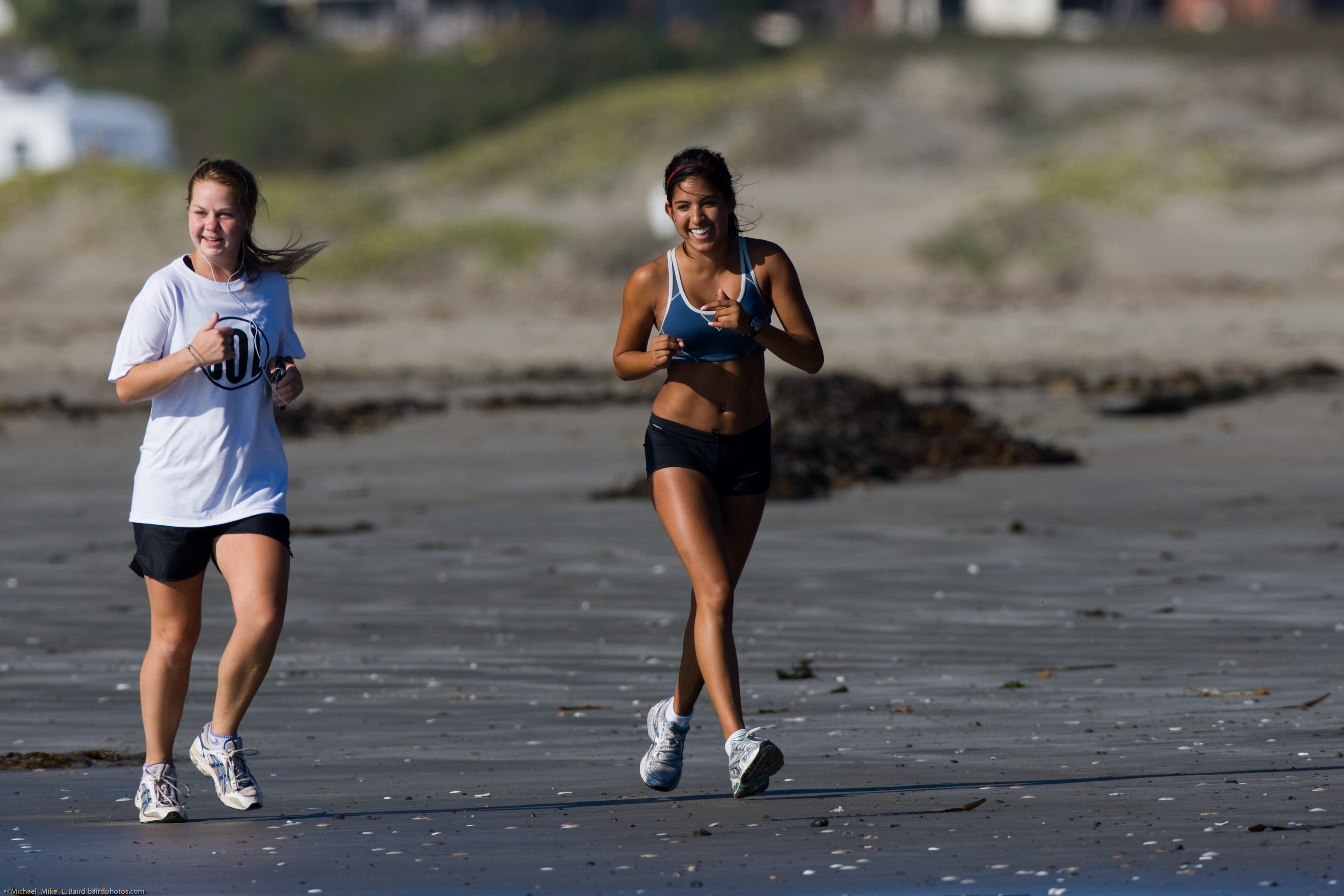
دویدن زنان در امتداد ساحل ایالتی مورو استرند، کالیفرنیا، ایالات متحده

نرم‌دوی یا دو آهسته (به انگلیسی: Jogging) نوعی یورتمه یا دویدن با سرعت آهسته یا آرام است. هدف اصلی افزایش آمادگی جسمانی با استرس کمتر بر بدن نسبت به دویدن سریعتر اما بیشتر از پیاده‌روی یا حفظ سرعت ثابت برای مدت زمان طولانی است. این تمرین که در مسافت‌های طولانی انجام می‌شود، نوعی تمرین استقامتی هوازی است.

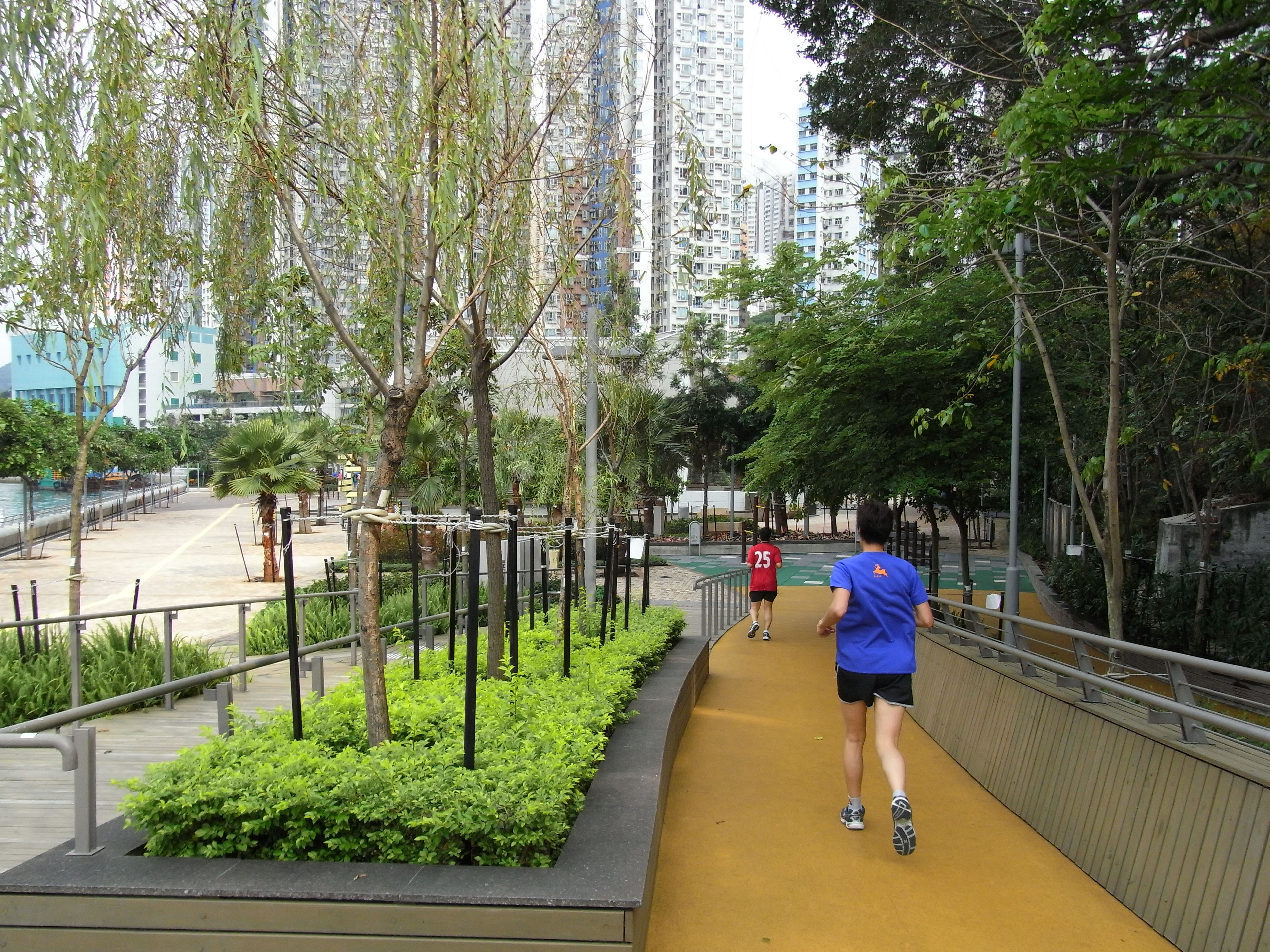
پیست دویدن در هنگ کنگ

دویدن با سرعت ملایم انجام می‌شود. تعریف آن، در مقایسه با دویدن، استاندارد نیست. به‌طور کلی سرعت دویدن بین ۴ و ۶ مایل بر ساعت (۶٫۴ و ۹٫۷ کیلومتر بر ساعت) است دویدن گاهی به عنوان نیاز به یک لحظه عدم تماس با زمین تعریف می‌شود، در حالی که آهسته دویدن اغلب تماس را حفظ می‌کند.